# Dan Predescu
Dan Predescu (n. 19 august 1949, Săpata, Argeș) este un medic român și primul primar al Bucureștiului de după 1989. A fost numit de guvernul Petre Roman (1) din partea FSN.

## Biografie
A fost cercetător în cadrul Institutului de Biologie și Patologie Celulară din București înainte de 1989, unde a publicat studii, între altele, împreună cu savantul american de origine română, George Emil Palade.
Dan Predescu s-a aflat în primul grup de oameni care a pătruns în Primăria Municipiului București în ziua de 22 decembrie 1989. Imediat după Revoluție a fost președinte al Consiliului F.S.N. pe București (decembrie 1989 – februarie 1990) și membru al C.P.U.N. din partea F.S.N. (13 februarie – 9 iunie 1990). A fost ales în funcția de primar la 20 ianuarie 1990 de către adunarea Consiliului Municipal București, alcătuită din 49 de membri, care l-a votat în unanimitate, funcție din care a fost demis la 23 iulie în același an. 
În timpul Mineriadei din iunie 1990 a fost însărcinat, împreună cu Gelu Voican-Voiculescu, Nicolae S. Dumitru și Dan Iosif să organizeze o contramanifestație a muncitorilor din centrele industriale bucureștene.
Dan Predescu a emigrat în America unde a continuat cariera de cercetător în biologie, reușind să ajungă profesor universitar la Rush University⁠(en)[traduceți] din Chicago.

## Vezi și
- Lista primarilor Bucureștiului

## Legături externe
- Pleacă-ai noștri și vin ai noștri în Cartierul Primăverii - jurnalul.ro Arhivat în 14 mai 2016, la Wayback Machine. Autor: Andrei Stoicu, publicat pe 25 mai 2010